# Stagno di Piscinnì
Stagno di Piscinnì este o arie protejată (arie specială de conservare — SAC, sit de importanță comunitară — SCI) din Italia întinsă pe o suprafață de 445 ha, din care 24 % marine.

## Localizare
Centrul sitului Stagno di Piscinnì este situat la coordonatele 38°54′46″N 8°46′50″E / 38.912778°N 8.780556°E.

## Înființare
Situl Stagno di Piscinnì a fost declarat sit de importanță comunitară în iunie 1995 pentru a proteja 12 specii de animale. Situl a fost protejat și ca arie specială de conservare în aprilie 2017.

## Biodiversitate
Situată în ecoregiunea mediteraneană, aria protejată conține 13 habitate naturale: Lagune de coastă, Pășuni mediteraneene udate de apa mării (Juncetalia maritimi), Salicornia și alte specii anuale care populează regiunile mlăștinoase și nisipoase, Tufărișuri halofile mediteraneene și termo-atlantice (Sarcocornetea fruticosi), Stepe sărăturate mediteraneene (Limonietalia), Golfuri mici largi și golfuri puțin adânci, Vegetație anuală la limita mareei, Straturi cu Posidonia (Posidonion oceanicae), Tufărișuri termo-mediteraneene și de pre-deșert, Bancuri de nisip acoperite în permanență slab de apă marină, Dune mobile cu vegetație embrionară, Matorral arborescenți cu Juniperus spp., Faleze cu vegetație de Limonium spp. endemic de pe coastele mediteraneene.
La baza desemnării sitului se află mai multe specii protejate:
- păsări (11): pescăruș albastru (Alcedo atthis), Alectoris barbara, prundăraș de sărătură (Charadrius alexandrinus), egretă mică (Egretta garzetta), șoim călător (Falco peregrinus), Larus audouinii, Phoenicopterus ruber, chiră mică (Sternula albifrons), Sylvia sarda, silvie de tufiș (Sylvia undata), chiră de mare (Thalasseus sandvicensis)
- reptile (1): Euleptes europaea

Pe lângă speciile protejate, pe teritoriul sitului au mai fost identificate 3 specii de plante, 56 de specii de păsări, 2 specii de amfibieni, 2 specii de mamifere, 9 specii de reptile.